# 中國摺紙
中國摺紙（英語：Chinese paper folding）是一門流行於中國民間的傳統紙張藝術。

## 簡述
由於中國大陸直至清朝為止的政治孤立性，此門藝術並沒有像日本及歐洲那樣，得到比較充分地發展。另一個困難則是紙張比玉或石等其它藝術品物料分解及破裂得更快，使歷史性的學習顯得困難。

## 特色
中國摺紙的特色是三維立體摺紙（3D origami），民間常用金銀紙摺成蓮座狀作為祭祀用。現在也有用四色牌等素材作成各種立體作品。

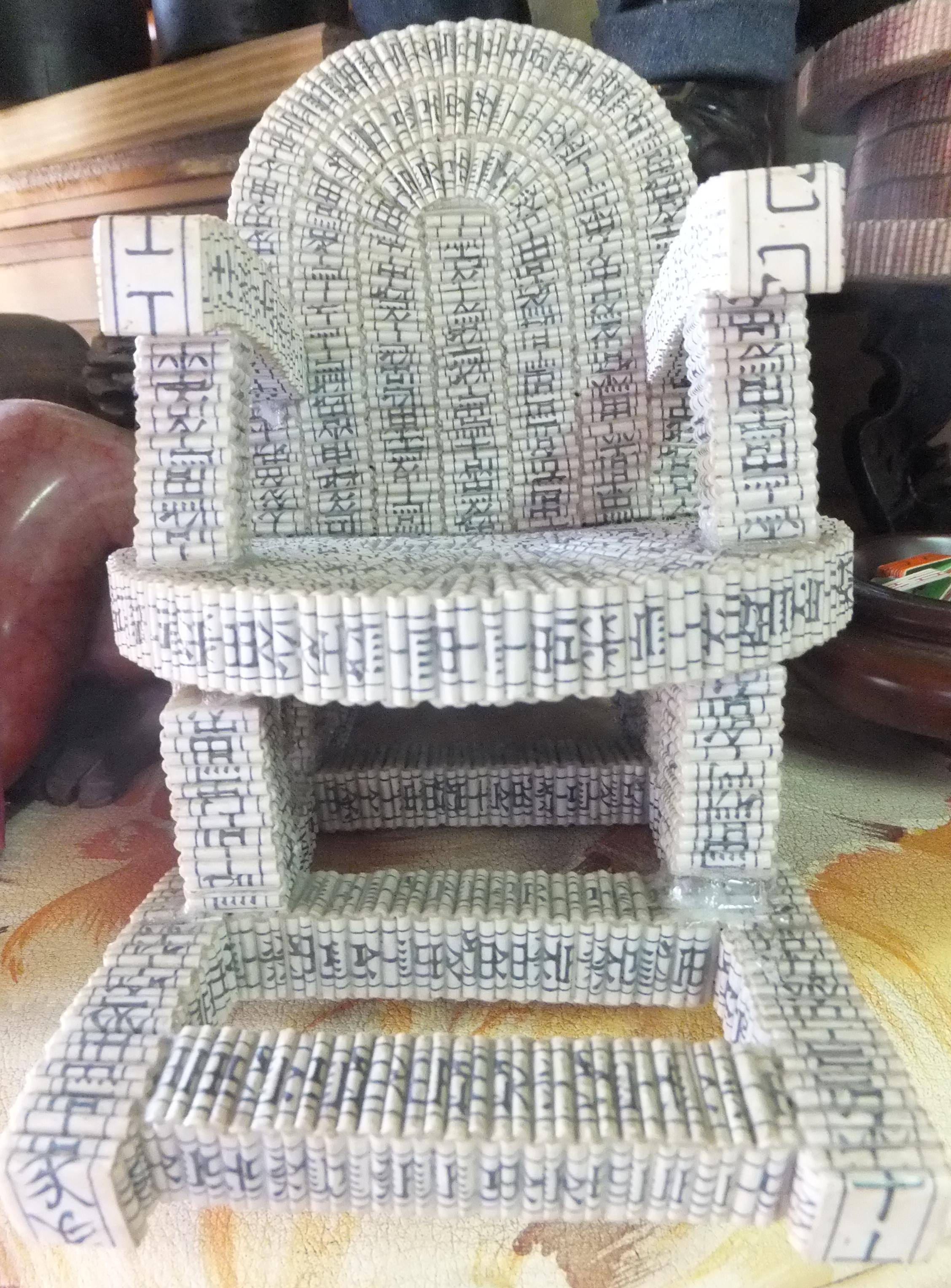
四色牌折成的椅子

1993年5月，一艘名叫金色冒險號的船只偷渡美國移民局人員扣留，關進監獄。而這些被關在監獄中的非法移民使用紙模型被贈送給了那些幫助非法移民的人，並在慈善筹款會上出售。。